# Handball-Regionalliga Süd 1988/89
Die Saison 1988/89 der Handball-Regionalliga  Süd war die zwanzigste Spielzeit, welche der Süddeutschen Handballverband (SHV) organisierte und als dritthöchste Spielklasse im deutschen Ligensystem geführt wurde.

## Saisonverlauf
Süddeutscher Meister und Aufsteiger in die 2. Bundesliga wurde der CSG Erlangen. Vizemeister ohne Aufstiegsrecht wurde der TV Oppenweiler. Die Absteiger in die Oberligen waren SR Yburg Steinbach, SC 1910 Käfertal und TSV 1905 Rot. Der TV Hemsbach hatte sich aus der Liga zurückgezogen.

### Modus
Zwölf Mannschaften spielten eine Hin- und Rückrunde um die süddeutsche Meisterschaft und den Aufstieg
 in die 2. Bundesliga. Die Plätze elf bis zwölf waren die Absteiger in die Oberligen.

### Teilnehmer und Abschlussplatzierungen
Nicht mehr dabei waren ein Aufsteiger und drei Absteiger aus der Vorsaison. Neu dabei waren die
 Aufsteiger (N) aus den Oberligen Südbaden, Baden, Württemberg und der Bayernliga.
|     | Mannschaft             | Spiele | Punkte |
| --- | ---------------------- | ------ | ------ |
| 1.  | CSG Erlangen (N)       | 22     | 39:13  |
| 2.  | TSV 1846 Nürnberg      | 22     | 36:16  |
| 3.  | TV Oppenweiler         | 22 *   | 33:19  |
| 4.  | TSV Birkenau           | 22 *   | 33:19  |
| 5.  | TG 1848 Donzdorf       | 22     | 33:19  |
| 6.  | TSG Oßweil (N)         | 22     | 32:20  |
| 7.  | TSV 1860 Ansbach       | 22     | 30:22  |
| 8.  | SG Köndringen/Teningen | 22     | 29:23  |
| 9.  | HG Erlangen            | 22     | 27:25  |
| 10. | St Leon (N)            | 22     | 23:29  |
| 11. | TV Hemsbach (R)        | 22 *   | 17:35  |
| 12. | SR Yburg Steinbach (N) | 22     | 17:35  |
| 13. | SC 1910 Käfertal       | 22     | 14:38  |
| 14. | TSV Rot (A)            | 22     | 1:51   |

(A) = Absteiger aus der 2. Bundesliga, (N) = neu in der Liga (*) = hatte das bessere Torverhältnis
  Süddeutscher Meister und Aufsteiger zur 2. Bundesliga 1989/90

 Für die Regionalliga Süd 1989/90 qualifiziert

### Frauen
- Der SV Allensbach wurde Süddeutscher Meister und hat sich für die 2. Bundesliga 1989/90 der Frauen qualifiziert.
- Der HG Regensburg wurde Süddeutscher Vizemeister und hat sich, wegen Aufstockung der Liga,  ebenfalls für die 2. Bundesliga 1989/90 der Frauen qualifiziert.